# Пам'ятник Тарасові Шевченку (Корець)
У 1965 році пам’ять Кобзаря вшанували спорудженням пам’ятника на вулиці Київській (за часів СРСР вулиця Леніна), згідно із рішенням райвиконкому № 91 від 28 серпня 1954 р. Пам’ятник встановлено перед історичною будівлею — колишньою садибою панів Горчицьких, де від 1945 року функціонує центральна районна бібліотека та від 2000 року — Корецький районний історичний музей.

## Історична довідка
У 1834 році за розпорядженням імператора Миколи І у Санкт-Петербурзі при Міністерстві народної освіти засновано археографічну комісію. Співробітники цієї установи під час експедицій Російською імперією розшукували, описували, досліджували та публікували історичні документи. За ініціативи вченого Михайла Максимовича в губерніях Російської імперії, де переважало українське населення від 1843 року діяла Комісія для розбору давніх актів при канцелярії київського військового, подільського і волинського генерал-губернатора Дмитра Бібікова. Це перша наукова установа, яка системно досліджувала писемні джерела історії України. Упродовж 10 грудня 1845 — 1 березня 1847 років співробітником цієї комісії на посаді художника був Тарас Шевченко із щорічною платнею 150 крб. сріблом (12 крб. 50 коп. щомісячно). Обов’язком художника було не лише змальовування пам’яток старовини, а й збір та фіксація фольклорного матеріалу: легенд, народних переказів, пісень, збережених у народній пам’яті відомостей про походження назв старовинних урочищ, історичних поховань, місць битв. У Тимчасовій Комісії для розбору давніх актів Т. Шевченко співпрацював із  Миколою Костомаровим, Пантелеймоном Кулішем, Денисом Зубрицьким, Павлом Шлейфером. Співробітники комісії досліджували історичні документи у державних та приватних архівах, бібліотеках, монастирях, збирали етнографічні матеріали.

## Письмова згадка про Корець у повісті Т.Шевченка
Під час третьої подорожі українськими землями (а саме Правобережжям) Тарас Шевченко відвідав Кам'янець-Подільський, Почаїв, Кременець, Ізяслав, Луцьк, Новоград-Волинський, Житомир; у межах сучасної Рівненщини поет перебував в Острозі, Дубно, Корці, селах Острів та Пляшева. 
Під час перебування у Корці у 1846 році Тарас Григорович зупинявся у будинку графа Горчицького, поряд із яким, з нагоди 150-ліття від дня народження, поетові встановлено пам’ятник. Роздуми про українську минувшину, пов’язані з Кореччиною, залишилися і на сторінках його художніх творів, зокрема повісті «Прогулка с удовольствием и не без морали»: 
| «От берегов тихого Дона до кремнистых берегов быстротекущего Днестра — одна почва земли, одна речь, один быт, одна физиономия народа; даже и песни одни и те же. Как одной матери дети. А минувшая жизнь этой кучки задумчивых детей великой славянской семьи не одинакова. На полях Волыни и Подолии вы часто любуетесь живописними развалинами древних массивных замков и палат, некогда великолепных, как например в Остроге или Корце. В Корце даже церковь, хранилище бальзамированных трупов фамилии графов Корецких, сама собою в развалину превратилась. Что же говорят? О чем свидетельствуют эти угрюмые свидетели прошедшего? О деспотизме и рабстве! О хлопах и магнатах! Могила, или курган, на Волыни и Подолии большая редкость. По берегам же Днепра, в губерниях Киевской, Полтавской, вы не пройдете версты поля, не украшенного высокой могилой, а иногда и десятком могил. И не увидите ни одной развалины на пространстве трех губерний. Кроме разве у богатого затейника-помещика нарочно развалившийся в саду деревянный размалеванный храм Весты а ля ротонда Тиволи. Что же говорят пытливому потомку эти частые темные могилы на берегах Днепра и грандиозные руины дворцов и замков на берегах Днестра? Они говорят о рабстве и свободе. Бедная, малосильная Волынь и Подолия, она охраняла своих распинателей в неприступных замках и роскошных палатах. А моя прекрасная, могучая, вольнолюбивая Украйна туго начиняла своим вольным и вражьим трупом неисчислимые огромные курганы. Она своей славы на поталу не давала, ворога деспота под ноги топтала и свободная, нерастленная умирала. Вот что значат могилы и руины. Не напрасно грустны и унылы ваши песни, задумчивые земляки мои. Их сложила свобода, а пела тяжкая одинокая неволя». | Поет був звільнений із посади і втратив роботу у Комісії для розбору давніх актів через участь у діяльності Кирило-Мефодіївського братства та репресії щодо його діячів.

## Встановлення пам'ятника
Залізобетонна скульптура Т. Шевченка заввишки 2,3 метри розташована на оштукатуреному цегляному постаменті висотою 2,1 мерти. Пам’ятник спроектовано у типовому для радянського періоду стилі, за художнім задумом він не вирізняється оригінальністю й подібний на десятки інших пам’ятників поетові у багатьох містах України. У тогочасних митців часто не було вибору, тож вони змушені були дотримуватися загальноприйнятих стандартів «соціалістичного реалізму». В радянські часи на постаменті пам’ятника містився напис «Т. Г. Шевченко» та уривок поезії «Заповіт»: 
«І мене в сім’ї великій,  
В сім’ї вольній, новій, 
Не забудьте пом’янути 
Незлим тихим словом.» 
На даний час напис на постаменті відсутній. Центральна доріжка до підніжжя пам’ятника вимощена бетонними плитами, навколо розташована прямокутна клумба із зеленими насадженнями. 